# فريدريك فوكس (مصمم أزياء)
فريدريك فوكس (بالإنجليزية: Frederick Fox)‏ هو مصمم أزياء بريطاني، ولد في 2 أبريل 1931 في Urana ‏ في أستراليا، وتوفي في 11 ديسمبر 2013.